# Сузан ван Білйон
Сузан ван Білйон (англ. Suzaan van Biljon, 26 квітня 1988) — південноафриканська плавчиня.
Учасниця Олімпійських Ігор 2008, 2012 років.